# Манастир Света три јерарха
Манастир Света три јерарха је православни манастир у Јаши, у Румунији.
Подигнут у периоду између 1637-1639 и посвећен Света три велика православна јерарха. После подизања цркве и манастира отворена је Академија Василијана. Две године је овде организован и одржан познати Јашки сабор.